# هندوچین

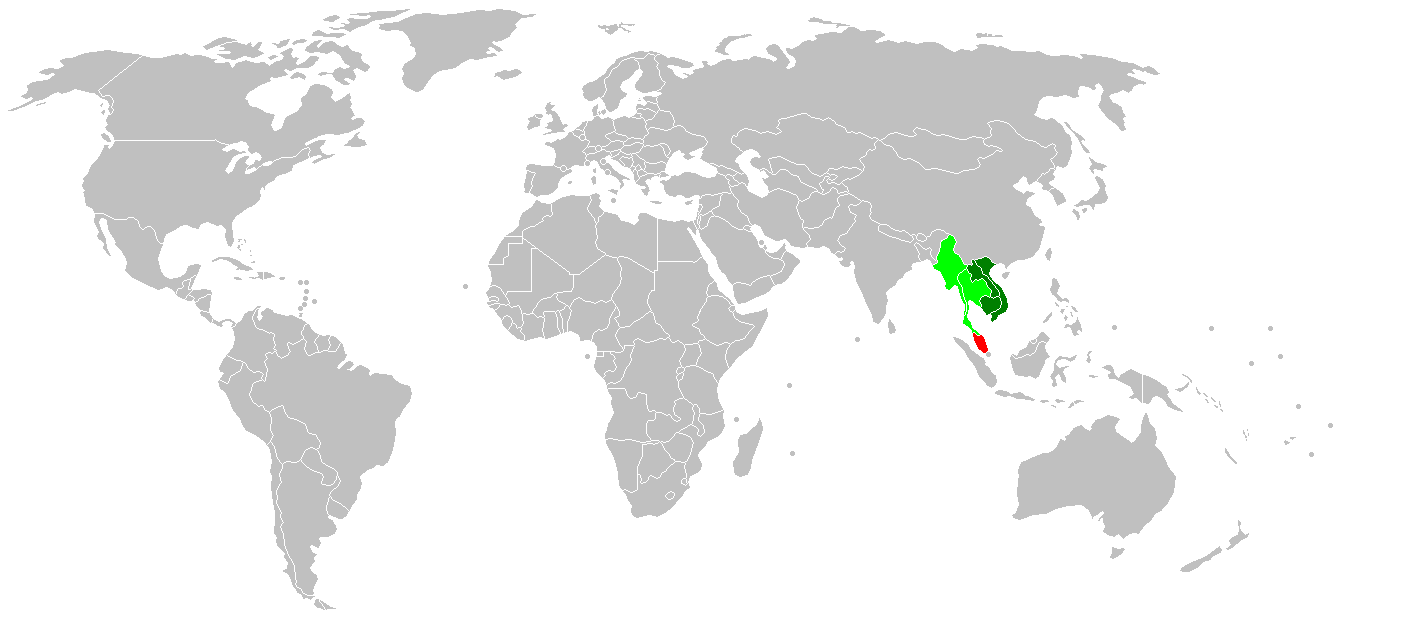
سبز تیره: همیشه جزء هندوچین به‌شمار می‌آید. سبز روشن: معمولاً به‌شمار می‌آید، قرمز: گاهی به‌شمار می‌آید.

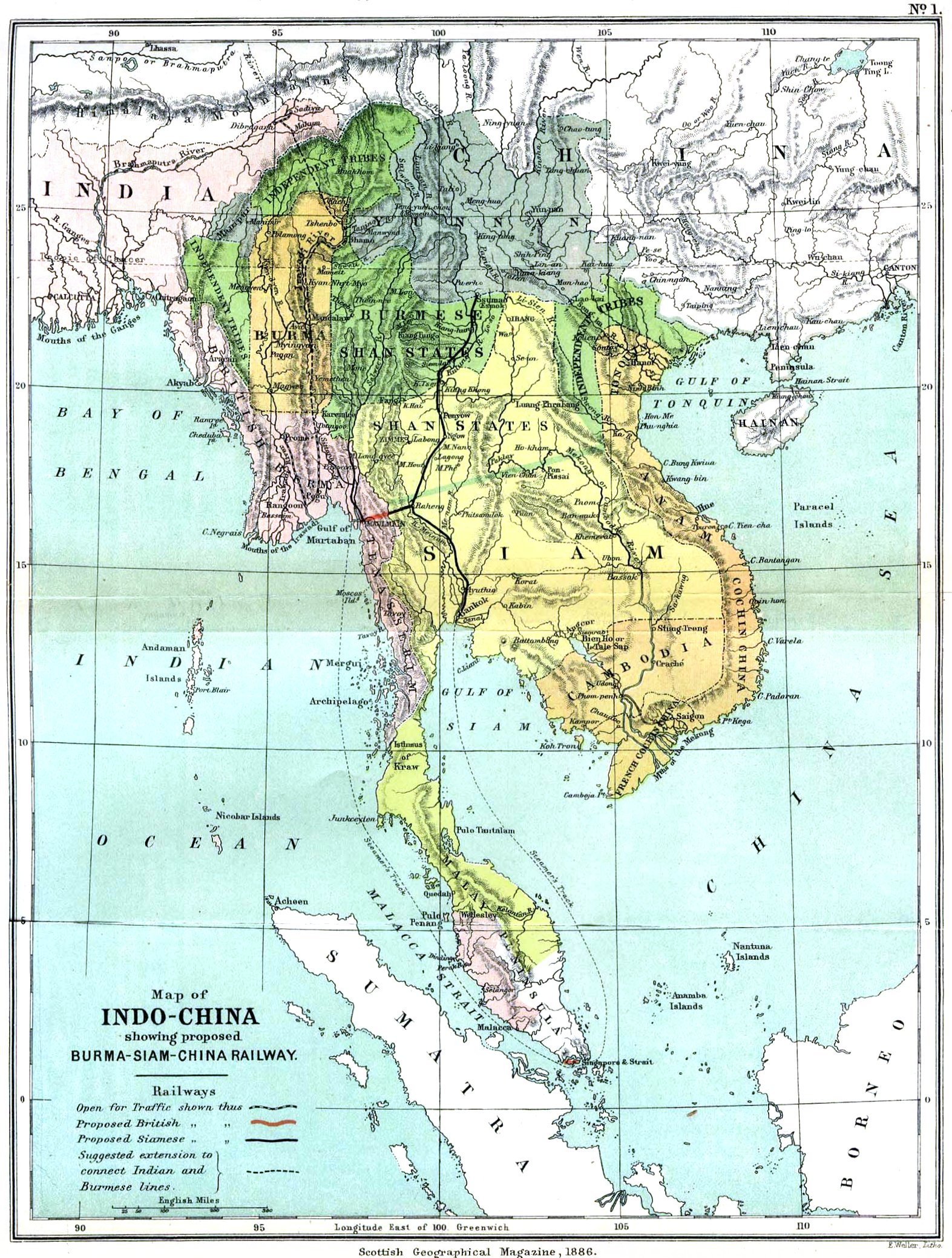
نقشهٔ ۱۸۸۶ از هندوچین، از انجمن جغرافیایی سلطنتی اسکاتلند

هندوچین، منطقه‌ای در جنوب شرقی آسیا که شامل کشورهای ویتنام، کامبوج، لائوس، سنگاپور، میانمار (برمه)، تایلند و بخشی از مالزی است.
از دید تاریخی، کشورهای جنوب شرق آسیا زیر نفوذ فرهنگی هند و چین بوده‌اند، البته درجات این نفوذ تفاوت‌های دارد. بیشتر کشورهای منطقهٔ هندوچین بیشتر از هندوستان نفوذ فرهنگی پذیرفته‌اند ولی در مورد کشور ویتنام این مسئله به‌وارونه است و این کشور بیشتر تحت نفوذ فرهنگی چین بوده است. نفوذ کم‌تر هندی بر فرهنگ ویتنام زمانی پدید آمد که ویتنام به هنگام گسترش روبه‌جنوب، بر تمدن چامپا نیز چیره شد.
اصطلاح هندوچین در اوایل سدهٔ نوزدهم پدید آمد و بر تأثیر فرهنگی تاریخی فرهنگ در هند و فرهنگ چینی بر این ناحیه تأکید داشت. این اصطلاح بعدها به‌عنوان نام مستعمرهٔ هندوچین فرانسه (امروزه کامبوج، لائوس و ویتنام) به کار گرفته شد. امروزه، اصطلاح ناحیه خشکی جنوب شرق آسیا بیشتر رواج دارد که در برابر ناحیه دریایی جنوب شرق آسیا برای گروه جزایر نزدیک شبه‌جزیره قرار می‌گیرد.

## واژه‌شناسی
در متون کهن هندی، نام‌هایی مانند «یاوَد-ویپا» و «سوورنه‌بومی» (به‌معنای «سرزمین طلا») برای اشاره به ناحیهٔ جنوب شرق آسیا به‌کار می‌رفتند. این نام‌ها گاهی برای اشاره به بخش خشکی این منطقه و گاهی برای جزایر اطراف به‌کار می‌رفتند.
اصطلاح هندوچین در اوایل قرن نوزدهم توسط دو پژوهشگر اروپایی، کنراد مالت برون و جان لیدن، ساخته شد. این واژه ترکیبی از هند و چین است و هدف آن نشان دادن تأثیر فرهنگی این دو تمدن بر منطقه بود. با وجود انتقادهایی به این اصطلاح، به‌سرعت رواج پیدا کرد و جای واژه‌هایی مثل «هند دورتر» را گرفت.
بعدها این واژه برای نامیدن مستعمرهٔ هندوچین فرانسه (شامل ویتنام، لائوس و کامبوج امروزی) استفاده شد. امروزه، اصطلاح «بخش خشکی جنوب شرق آسیا» بیشتر رایج است و آن را در برابر ناحیه دریایی جنوب شرق آسیا (شامل جزایر پیرامون) به‌کار می‌برند.

## جغرافیا

اقلیم جنوب شرق آسیا

ویتنام، تایلند، میانمار، لائوس، سنگاپور، کامبوج و مالزی کشورهای تشکیل دهنده این منطقه هستند.
شبه‌جزیرهٔ هندوچین به‌سمت جنوب از قارهٔ آسیا پیش می‌رود. این منطقه چندین رشته‌کوه را شامل می‌شود که از فلات تبت در شمال کشیده شده‌اند، و در میان آن‌ها بلندبوم و پست‌بومهایی قرار دارند که عمدتاً به‌وسیلهٔ سه سامانهٔ رودخانه‌ای اصلی که در جهت شمال-جنوب جریان دارند زه‌کشی می‌شوند: رود ایراوادی (در میانمار)، رود چائو پرایا (در تایلند)، و مکونگ (که از ایسان (تایلند), لائوس، کامبوج و ویتنام می‌گذرد). در جنوب، این منطقه به شبه‌جزیره مالایی ختم می‌شود که تایلند جنوبی و شبه‌جزیره مالزی را در بر می‌گیرد؛ دومی گاه بخشی از جنوب شرق آسیا خشکی و گاه بخشی از ناحیه دریایی جنوب شرق آسیا در نظر گرفته می‌شود. بیشتر این منطقه دارای اقلیم حاره‌ای است، به‌جز مناطق جنب‌مدارگان مانند ویتنام شمالی.
هندوچین از جنوب شرقی به دریای چین جنوبی و خلیج تایلند از جنوب به شبه جزیره مالزی و از غرب به دریای اندامان متصل می‌شود.
آب و هوای این منطقه گرم و شرجی است و همواره زمین لرزه‌ها و سیل‌های زیادی در این منطقه رخ می‌دهد.
همچنین این منطقه در معرض بادهای موسمی قرار دارد.
این شبه جزیره، در کنار شبه جزیره عربستان، شبه جزیره هند و شبه جزیره کره، از بزرگ‌ترین شبه جزایر آسیا است.
در جغرافیای زیستی، ناحیهٔ زیستی هندوچین بخشی اصلی در قلمرو هندومالایی به‌شمار می‌آید، و همچنین یکی از نواحی گیاگانی پادشاهی گیاگان در همان قلمرو است. این ناحیه شامل گیاهان و جانوران بومی همهٔ کشورهای مذکور است. ناحیهٔ مجاور مالسیا شامل کشورهای ناحیه دریایی جنوب شرق آسیا می‌شود و میان قلمرو هندومالایی و قلمرو استرالزی قرار دارد.

## فرهنگ

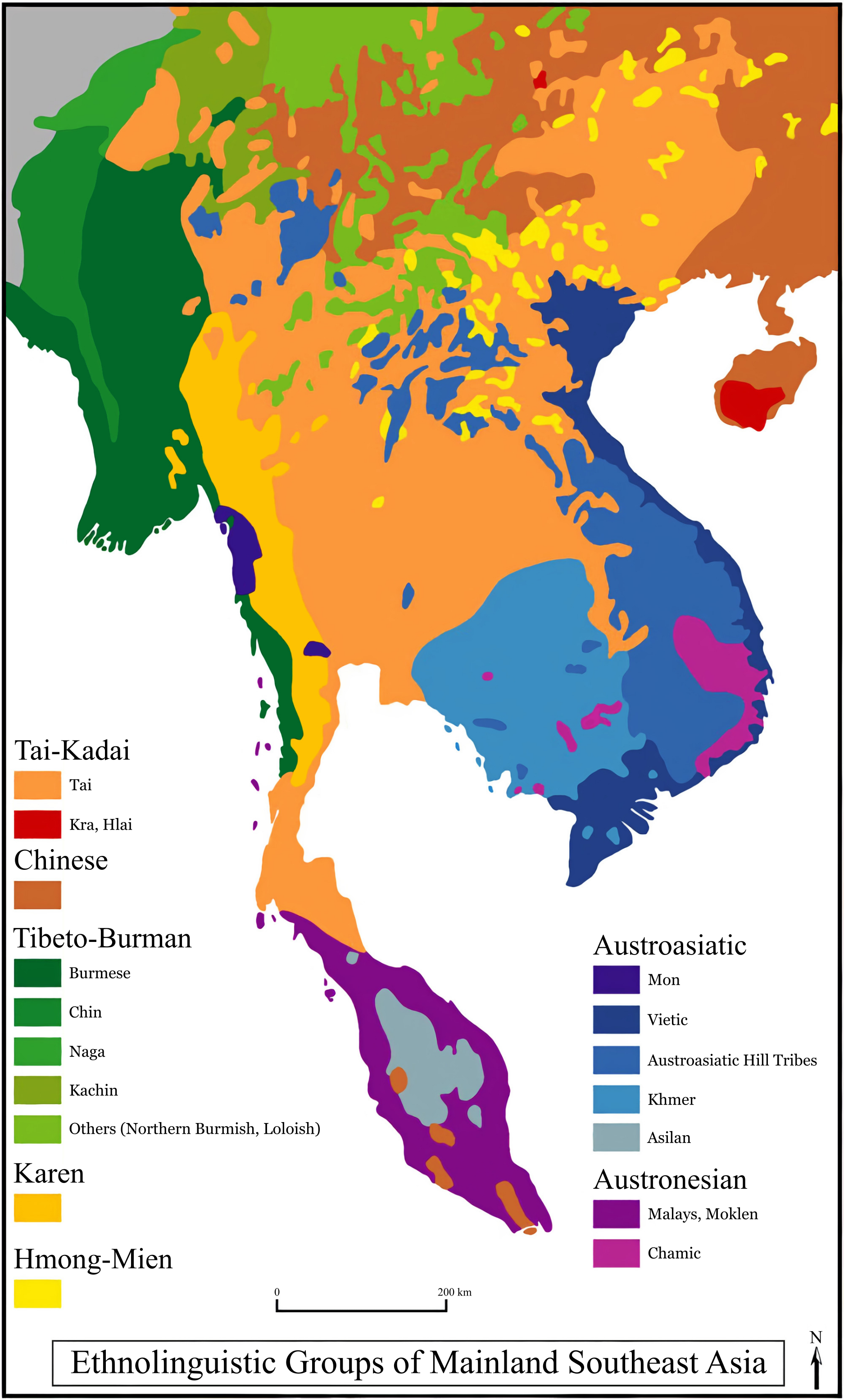
گروه‌های زبانی-قومیتی جنوب شرق آسیا خشکی

جنوب شرق آسیا خشکی با ناحیه دریایی جنوب شرق آسیا تفاوت دارد، به‌ویژه از حیث تفاوت میان سبک‌های زندگی عمدتاً خشکی‌پایه در هندوچین و سبک‌های زندگی دریابنی در مجمع‌الجزایر اندونزی و جزیره‌های فیلیپین. همچنین، خط جداکننده‌ای میان زبان‌های آستروآسیایی، زبان‌های کرا-دای و زبان‌های چینی-تبتی (در جنوب شرق آسیا خشکی) و زبان‌های آسترونزیایی (در ناحیه دریایی) وجود دارد. زبان‌های این منطقه، اگرچه از خانواده‌های متفاوتی هستند، در طی تاریخ هم‌گرایی یافته‌اند و شباهت‌های ساختاری مشترکی پیدا کرده‌اند.
کشورهای جنوب شرق آسیا خشکی در درجات مختلف تحت تأثیر فرهنگی هند و چین قرار گرفته‌اند. کامبوج، لائوس، میانمار و تایلند همگی متأثر از فرهنگ در هند هستند، در حالی که ویتنام بیشتر تحت تأثیر فرهنگ چینی بوده، هرچند تأثیرات اندکی از هند را نیز، عمدتاً از طریق تمدن چامپا که در روند گسترش جنوبی به قلمرو ویتنام افزوده شد، پذیرفته است.
در مجموع، جنوب شرق آسیا خشکی عمدتاً پیرو بودیسم است، و اقلیت‌هایی از مسلمانان و هندوها نیز در آن زندگی می‌کنند.

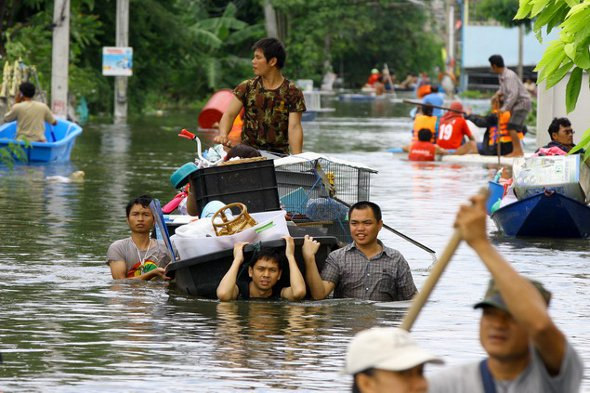
سیل در تایلند

## تراکم جمعیت
لائوس و کامبوج، با وجود قرار داشتن در مجاورت کشورهایی پرجمعیت همچون تایلند و ویتنام، از جمعیتی به‌مراتب کمتر برخوردارند. برای نمونه، ویتنام از تراکم جمعیت بسیار بالایی برخوردار است، در حالی که لائوس یکی از کم‌تراکم‌ترین کشورهای آسیا به‌شمار می‌رود.
از نظر جغرافیایی، لائوس کشوری عمدتاً کوهستانی و محصور در خشکی است که زمین‌های کشاورزی محدودی دارد و فاقد دسترسی به دریاست. این ویژگی‌ها توسعهٔ اقتصادی و کشاورزی و نیز تجارت بین‌المللی را با محدودیت‌هایی روبه‌رو کرده‌اند. در مقابل، ویتنام با برخورداری از دلتاهای رودخانه‌ای حاصلخیز و خط ساحلی طولانی، توانسته است از مزایای جغرافیایی بیشتری بهره ببرد.
در بُعد تاریخی، کامبوج آسیب‌های بزرگی را متحمل شده است. امپراتوری خمر که زمانی بر بخش بزرگی از آسیای جنوب شرقی تسلط داشت، پس از زوال، کشور را به صحنهٔ درگیری میان تایلند و ویتنام بدل کرد. دخالت ایالات متحده آمریکا در خلال جنگ ویتنام، به‌ویژه بمباران‌های گسترده در لائوس و کامبوج، موجب ویرانی‌های وسیع و بی‌ثباتی شد. 
در کامبوج، این شرایط به قدرت‌گیری خمرهای سرخ انجامید. این رژیم به رهبری پل پوت، در دههٔ ۱۹۷۰، نسل‌کشی گسترده‌ای را به‌راه انداخت که در جریان آن حدود دو میلیون نفر، یعنی نزدیک به یک‌سوم جمعیت کشور، جان خود را از دست دادند. روشنفکران، اقلیت‌های قومی و بسیاری از شهروندان به اتهام مخالفت با رژیم، به‌طور سیستماتیک هدف قرار گرفتند.
با وجود این گذشتهٔ پرفرازونشیب، کامبوج از زمان خروج نیروهای ویتنامی در سال ۱۹۸۹ تاکنون پیشرفت‌هایی داشته است. جمعیت کشور بیش از دو برابر شده و نرخ باروری همچنان بالاست که نشانه‌ای از بهبود جمعیتی تدریجی محسوب می‌شود. این در حالی است که تایلند با کاهش شدید نرخ باروری و روند کاهش جمعیت روبه‌روست.